# Cryptocentrus cinctus
Cryptocentrus cinctus là một loài cá biển thuộc chi Cryptocentrus trong họ Cá bống trắng. Loài này được mô tả lần đầu tiên vào năm 1936.

## Từ nguyên
Tính từ định danh cinctus trong tiếng Latinh có nghĩa là "quấn quanh", hàm ý đề cập đến các vệt sọc nâu trên thân màu xám của loài cá này.

## Phân bố và môi trường sống
C. cinctus có phân bố rộng khắp khu vực Đông Ấn Độ Dương và Tây Thái Bình Dương, từ vịnh Mannar (Ấn Độ) cùng Maldives và Sri Lanka trải dài về phía đông, băng qua Bangladesh và Đông Nam Á đến quần đảo Caroline (Palau và Chuuk) cùng quần đảo Solomon, phía nam đến bờ bắc Úc và Nouvelle-Calédonie, ngược lên phía bắc đến quần đảo Yaeyama (Nam Nhật Bản).
Ở Việt Nam, C. cinctus được ghi nhận tại vịnh Nha Trang và quần đảo Hà Tiên.
C. cinctus sống trên nền cát và thảm cỏ biển trong đầm phá và rạn san hô, được tìm thấy ở độ sâu đến ít nhất là 25 m.

## Mô tả

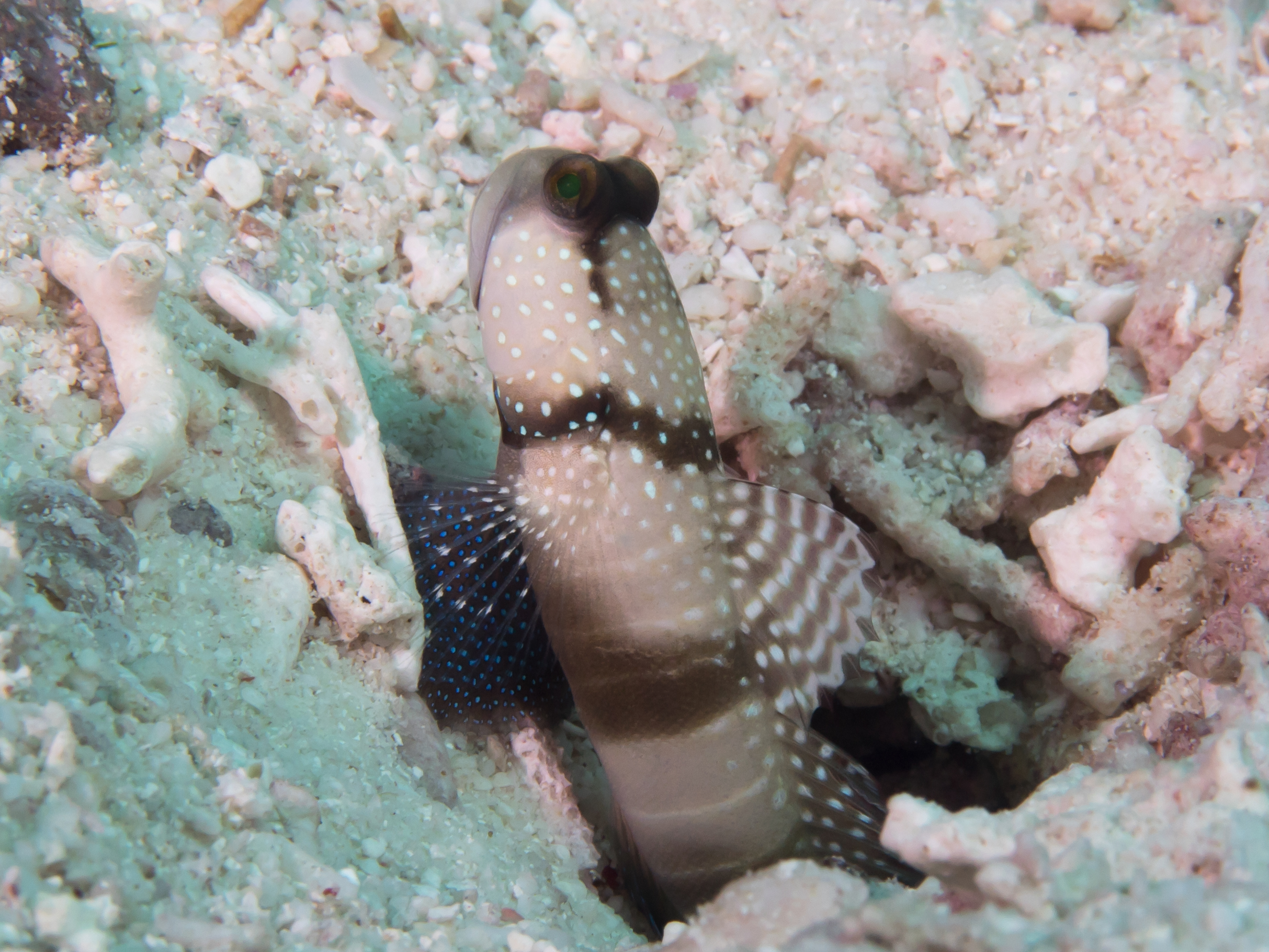
C. cinctus kiểu hình trắng

Chiều dài chuẩn lớn nhất được ghi nhận ở C. cinctus là 10 cm. Cá có hai biến thể kiểu hình, màu vàng và trắng nhạt. Cá thể trắng có 5 vạch sọc nâu ở hai bên thân, nhưng rất nhạt ở cá thể vàng. Cả hai dạng đều có những chấm màu xanh óng hoặc trắng trên đầu và phần thân trước, cũng như các vây. Có vệt nâu mỏng dọc theo mép hàm trên.
Số gai ở vây lưng: 7; Số tia ở vây lưng: 10; Số gai ở vây hậu môn: 1; Số tia ở vây hậu môn: 9.

## Phân loại
Theo cây phát sinh loài của Nam và Rhee (2020), C. cinctus có quan hệ gần với hai chi Oxyurichthys and Yongeichthys.

## Sinh thái
C. cinctus sống cộng sinh và ở cùng một hang với tôm gõ mõ. Thức ăn của C. cinctus là tảo và động vật hai mảnh vỏ.

## Thương mại
C. cinctus là một thành phần trong ngành buôn bán cá cảnh. Đây là một trong 20 loài cá cảnh được nhập khẩu nhiều nhất vào Thụy Sĩ giai đoạn 2014–2017.